# Michael Hobert
Micheal Hobert är en amerikansk skådespelare och producent.

## Filmografi
- 2007 – Matters of Life and Death
- 2003 – Advantage Hart

Hobert har även medverkat i serier som Scrubs, Gilmore Girls och Spin City.

## Fotnoter
1. ↑  IMDb-ID: nm1503117, läst: 14 september 2023.[källa från Wikidata]